# Chlorita alticola
Chlorita alticola är en insektsart som beskrevs av Logvinenko 1966. Chlorita alticola ingår i släktet Chlorita och familjen dvärgstritar. Inga underarter finns listade i Catalogue of Life.